# Ніжин (футбольний клуб)
ФК «Ні́жин» — аматорський футбольний клуб з міста Ніжина Чернігівської області. Виступав у Кубку України серед аматорів 2007 року.

## Історія
Футбольний клуб «Ніжин» заснований в 1998 році на базі футбольного товариства «Кристал». «Ніжин» — чотириразовий чемпіон і шестиразовий володар кубка Чернігівської області. В 1999 році «Ніжин» дебютував в чемпіонаті України серед аматорів.

## Попередні назви
- до 1998: «Кристал»
- 1998 — д.ч.: «Ніжин»

## Досягнення
- Чемпіон Чернігівської області з футболу — 4 рази (1998, 2000, 2004, 2006)
- Срібний призер чемпіонату Чернігівської області з футболу — 5 разів (1999, 2001, 2002, 2003, 2005)
- Володар Кубка Чернігівської області з футболу — 6 разів (1999–2004)
- Срібний призер чемпіонату України серед аматорів з футболу — 1 раз (2000)

## Відомі гравці
- Гоча Гогохія
- Ігор Шолін
- Олег Собех